# 옐리자베타 툭타미셰바
옐리자베타 세르게예브나 툭타미셰바(러시아어: Елизавета Серге́евна Туктамышева, 1996년 12월 17일 ~ )는 러시아의 여자 피겨 스케이팅 선수이다.  세계선수권에서 1개(2015)와 은매달 1개(2021), 유럽선수권에서 1개 (2015)의 금메달을 갖고 있다.3A을 주무기로 삼고 있다.